# Червень
Че́рвень (бел. Чэ́рвень — «июнь») — город в Минской области Беларуси. Административный центр Червенского района.
Численность населения — 10 595 человек (на 1 января 2025 года).

## География
Город расположен в 64 километрах к юго-востоку от Минска, неподалёку от автомобильной трассы М4 Минск — Могилёв. В 30 км от железнодорожной станции Пуховичи (линия Минск — Осиповичи). Автодорогами связан с Марьиной Горкой и Смолевичами.
В черте города протекает река Игуменка, она же Червенка.

## Этимология
Обычно название города Игумена (с 1923 года — Червень) объясняют при сопоставлении с нарицательным словом игумен — «настоятель православного монастыря». Видимо, это было определяющим при замене названия Игумен на Червень на заре советской власти. Однако если бы название города было связано со словом игумен, то оно в соответствии со словообразовательными особенностями восточнославянских языков должно было иметь форму Игуменичи, Игуменское или Игуменово. Наименование Игумен относилось не только к населённому пункту, но и к речке Игумен или Игуменке. Обозначение водного объекта тем более не могло мотивироваться словом игумен. Часто при возникновении подобных противоречий истоки названия следует искать в неславянской языковой среде. Название Игумен напоминает двухосновные финно-угорские географические имена и могло быть образовано от корней ику- (эку-) и уйм-. Тогда значение слова Икууймен (Экууймен) можно понять как «жена, женщина» + «береговая возвышенность», то есть «женская гора возле реки». В славянских языках такому значению соответствует наименование Девичья Гора. Городище с таким названием должно было иметь культовое назначение и могло являться местом почитания какого-то женского демона ещё дославянским населением. Косвенно это подкрепляется местным преданием, согласно которому Игумен получил название от женского монастыря, якобы построенного греческой игуменьей. Историки не нашли никаких научных доказательств в пользу этой легенды, что неудивительно, так как «монастырь» в топонимических преданиях обычно выступает в качестве нового словесного образа древнего «святого места».

## Геральдика
Герб утверждён решением Червенского районного исполнительного комитета от 25 февраля 1999 года № 2 и зарегистрирован в Гербовом матрикуле Республики Беларусь 18 апреля 2001 года № 59.
Флаг учреждён Указом Президента Республики Беларусь от 1 декабря 2011 года № 564 и зарегистрирован в Государственном геральдическом регистре Республики Беларусь 5 декабря 2011 года № Б-213. Утверждён решением Червенского районного исполнительного комитета от 5 марта 2009 года № 94.

## История
До 1923 года назывался Игумен (бел. Ігумен). Первое упоминание о городе датируется 1387 годом, в составе Минского повета ВКЛ.
В первой половине XV века поместье Игумен принадлежало Кежгайловичам, и входило в состав графства Бакшты. В 1447 г. Ян Кезга́йло передал имение Игумен с большим количеством окрестных деревень и 2000 крепостных душ на вечное пользование Виленскому епископату (церковное местечко). Во время казацко-крестьянских восстаний 1648—1654 казаки в январе 1649 разбили отряд шляхты и наёмников литовского хорунжего Яна Паца. С середины XVI века — в Минском воеводстве. Сильно разрушался во время войны России и Речи Посполитой 1654—1667 и Северной войны 1701—1721.
С 1793 в составе Российской империи, в 1795 местечко получило статус города и стало центром Игуменского уезда. Возведен в звание города из столовых имений виленского епископа при учреждении Минской губернии. 22 января 1796 года город получил герб: на голубом поле серебряный куст цветов и 5 золочёных пчёл над ним. В войну 1812 года город значительно разрушен. В 1825 году около 900 жителей, 263 дома, 3 предприятия, 2 церкви, костёл, 2 корчмы, 10 лавок, рынок. Во время восстания 1863—1864 здесь действовал повстанческий отряд во главе с Б. Свенторжецким. В 1897 было 4573 жителей (60,1 % неграмотных). Из них: 2814 евреев, 1383 белоруса, 236 русских, 68 татар, 57 поляков. В 1899 году сгорел. В начале XX века 5121 житель, 664 жилых дома, водяная и паровая мельницы, несколько мастерских, 6 начальных школ, больница, аптека и аптечный магазин, ежегодно 6 ярмарок.
Советская власть установлена в ноябре 1917 года. В 1918 году оккупирован немцами, с августа 1918 до 9 июля 1920 года — польскими войсками.
С 1924 года — центр района. В 1939 году население насчитывало 6,4 тыс. жителей.

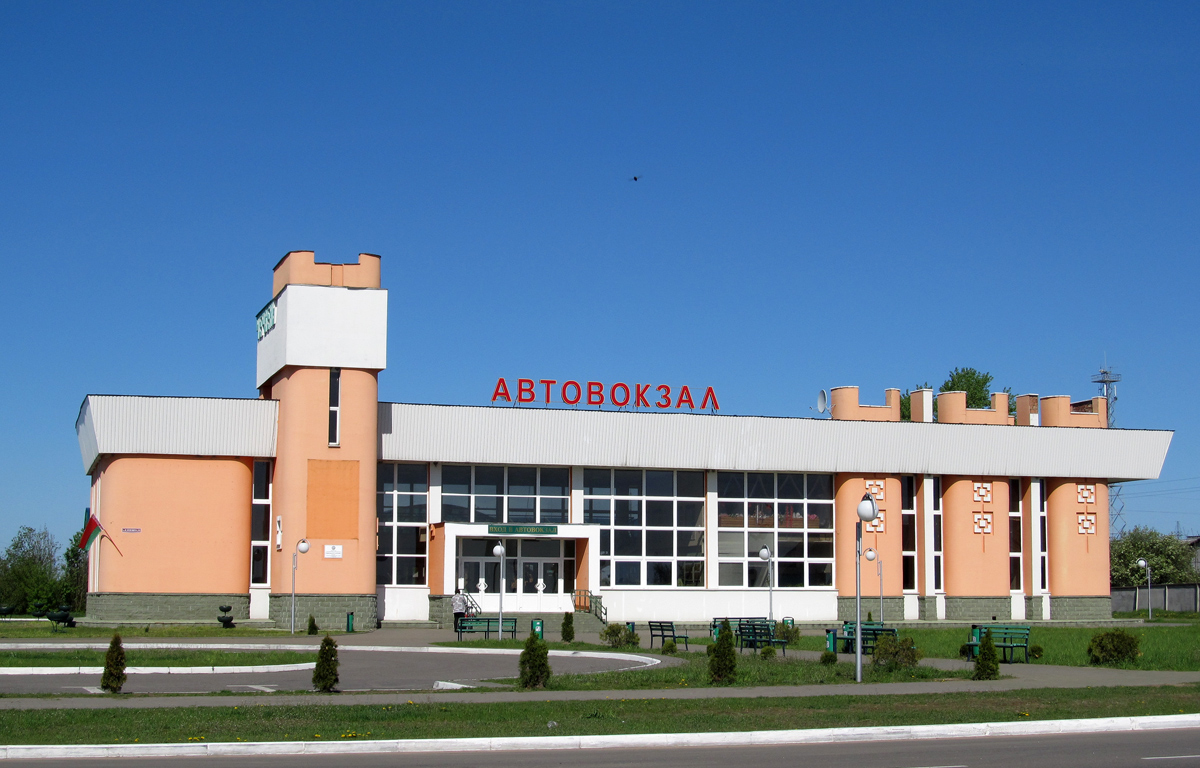
Автовокзал

2 июля 1941 года оккупирован немецкими фашистами, убившими в городе и районе 7561 человека. В 1941 году после нападения Германии на Советский Союз близ Червеня сотрудниками НКВД было расстреляно около 5 тысяч заключённых минских тюрем, политических и уголовников.
Евреи города были согнаны немцами в гетто и 1 февраля 1942 года все убиты.
2 июля 1944 года Червень был освобождён войсками 1-го и 2-го Белорусских фронтов совместно с партизанами в ходе Минской операции. В Червене из 6 тысяч довоенных жителей было уничтожено 4265 человек.
В 1959 население города составляло 8,2 тыс. жителей, в 1970 — 10,2 тыс.
20 октября 1995 года административные единицы Червенский район и город Червень, имеющие общий административный центр, объединены в одну административную единицу — Червенский район.

## Население
Численность населения — 10 595 человек (на 1 января 2025 года).
| Численность населения:                                                                          |
| Графики недоступны из-за технических проблем. См. информацию на Фабрикаторе и на mediawiki.org. |

| 1897 | 1939   | 1959   | 1970     | 1979     | 1989   | 2006     | 2018   | 2023     | 2024 | 2025    |
| ---- | ------ | ------ | -------- | -------- | ------ | -------- | ------ | -------- | ---- | ------- |
| 4600 | ▲ 6400 | ▲ 8200 | ▲ 10 200 | ▲ 11 461 | 11 460 | ▼ 10 345 | ▼ 9619 | ▲ 10 542 |      | ▲10 595 |

По данным переписи 1939 года, в Червене проживало 4126 белорусов (64,7 %), 1491 еврей (23,4 %), 329 русских (5,2 %), 132 украинца (2,1 %), 126 поляков (2 %). По данным переписи 2009 года, в Червене проживало 93,2 % белорусов, 5 % русских, 0,9 % украинцев, по 0,2 % поляков и армян.

## Населённые пункты, вошедшие в черту города
В черту города Червень входят бывшие посёлки Мирный (ул. Мирная и др.) и Загорье (южн. часть ул. Ленинской и др.).
Посёлок Мирный начал строиться в конце 1950-х для работников леспромхоза в хвойном лесу южнее города. На 1959 год здесь располагались интернат на 23 места, один двухквартирный, один трёхквартирный и несколько частных домов. На 1989 год в составе г. Червеня.
Деревня Загорье построена также для работников леспромхоза. На 1989 год в черте города. Название сохранилось в названии ПМУ «Загорье».

## Экономика
В Червене расположены УП «Червенский производственно-пищевой завод» (производит безалкогольные напитки, минеральные и питьевые воды, плодовые вина), государственное предприятие «Червенская типография», УП «Червенский ДОК» (пиломатериалы, мебель, оконные и дверные блоки, детские игровые комплексы).

## События и мероприятия

### Фестивали
- Межрегиональный фестиваль интеллектуальных игр «Игуменская метель»

#### Мероприятия
- В 2020 году прошёл областной фестиваль «Дажынкi»

## Культура
- Дом культуры
- Кинотеатр «Современник»[24] (1 зал на 295 мест)
- Туристско-краеведческий центр Червенского района
- Государственное учреждение «Червенский районный краеведческий музей»[25]
- Музейная комната, посвящённая знаменитым космонавтам, в ГУО «Средняя школа № 2 г. Червеня». На торжественной церемонии присутствовал лётчик-космонавт, командир космического корабля, уроженец г. Червеня Олег Викторович Новицкий. Бывший выпускник передал ГУО «СШ № 2 г. Червеня» свои личные вещи, которые и стали основой экспозиции — продукты питания, космическое обмундирование, награды…

## Достопримечательность
- Братская могила, ул. Кошевого —  Историко-культурная ценность Республики Беларусь, шифр 613Д000632
- Крестовоздвиженский костёл (1995)
- Свято-Николаевская церковь (1993—2003)
- Историческая застройка (конец XIX — начало XX вв.)
- «Катерининская» темница (XVIII в.) — в настоящее время переделана под торговый центр
- Кладбище: еврейское; старое католическое
- Могила Афанасия Ивановича Мякоты — деда Максима Богдановича (на местном христианском кладбище)

### Памятник, скульптура
- Памятник В. И. Ленину
- Памятник-самолёт Су-24МР
- Памятники: памятник Освобождения; памятник землякам; памятник молодёжи и комсомольцам и др.
- Бюст Станислава Монюшко. Установлен около краеведческого музея

### Утраченное наследие
- Дом Кудина (начало XX в.)
- Костёл Воздвижения Св. Креста (1799—1800)
- Собор Рождества Пресвятой Богородицы (1833)
- Синагога
- Церковь Св. Георгия (1975)

## Галерея

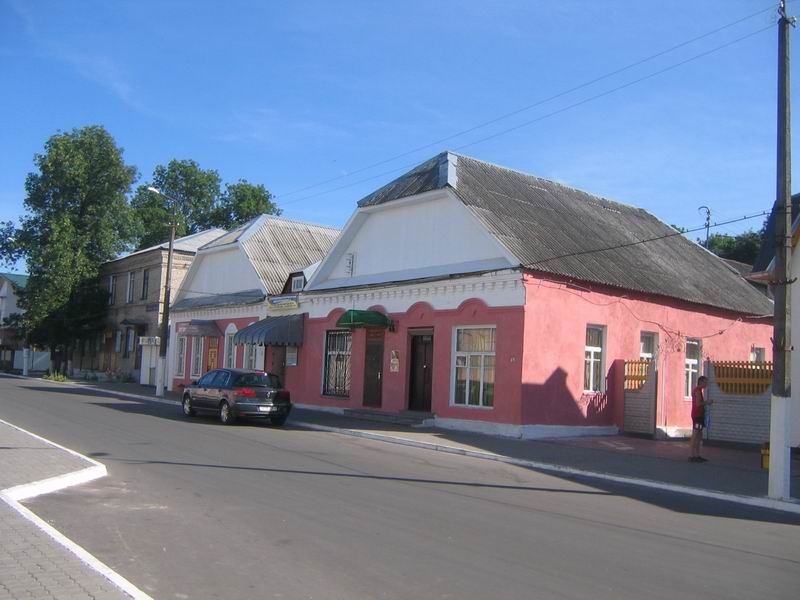
Старинная застройка
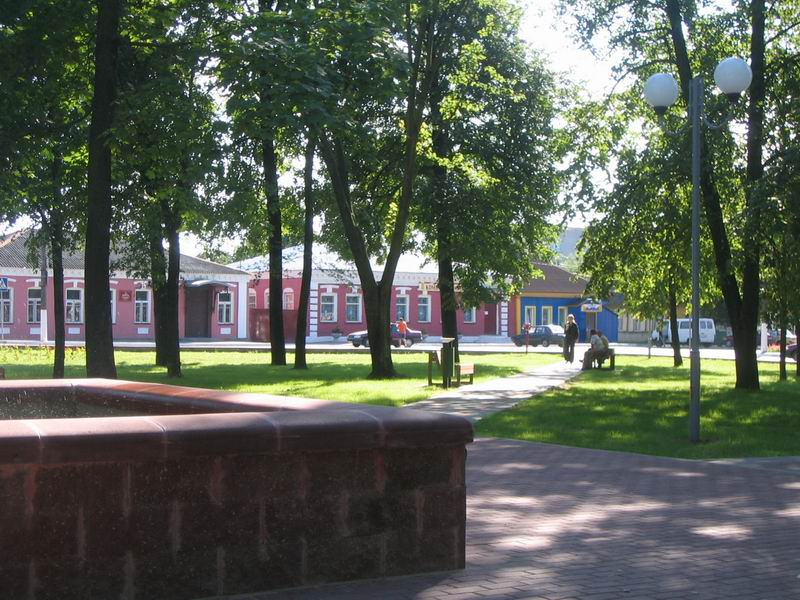
В центре города
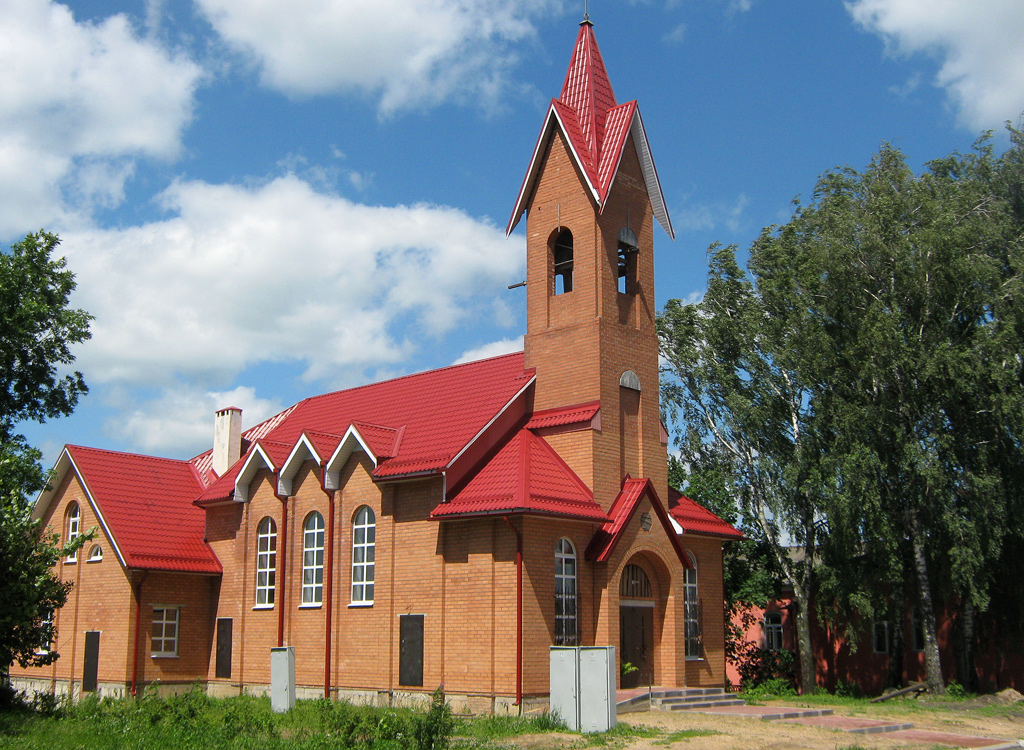
Крестовоздвиженский костёл
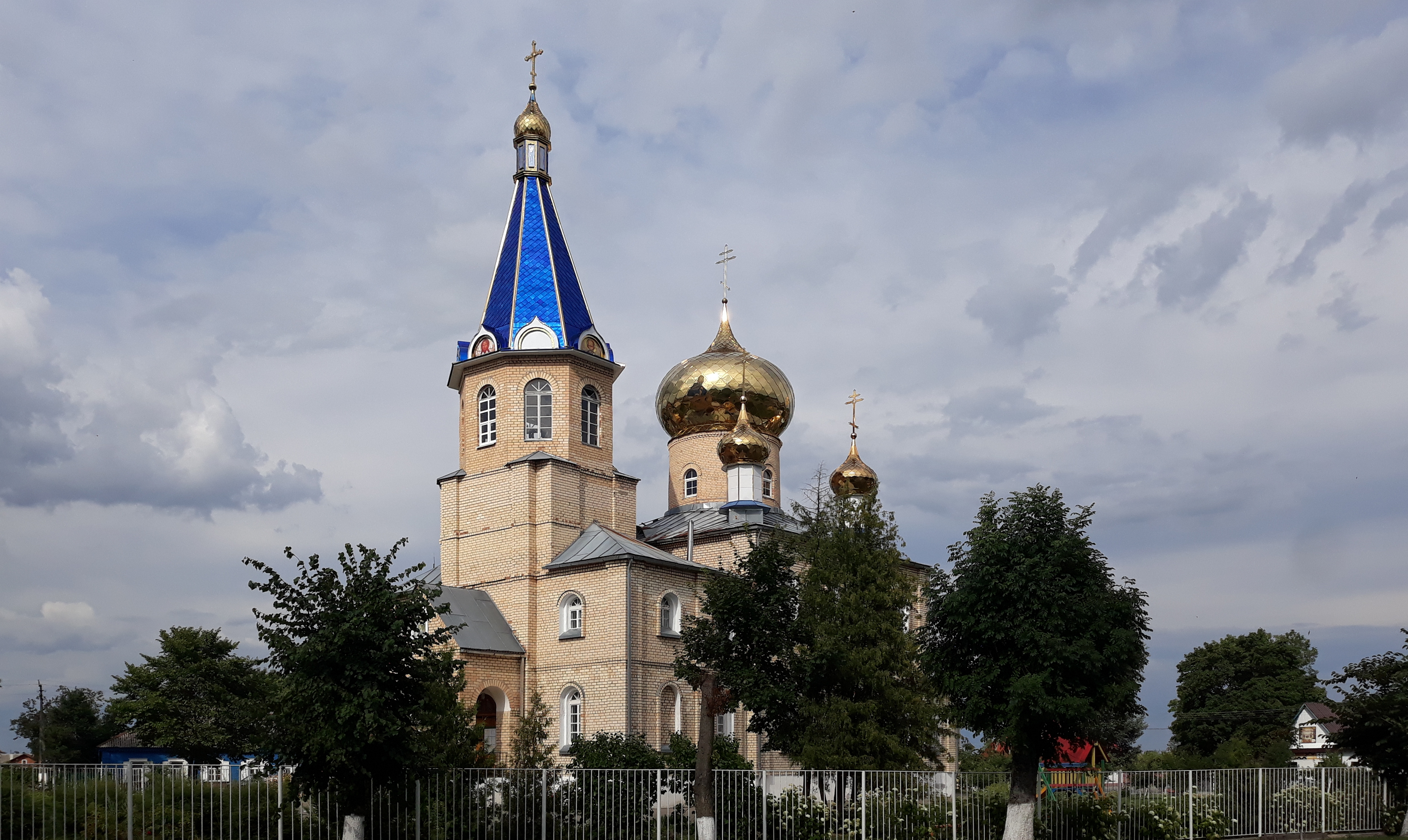
Церковь св. Николая
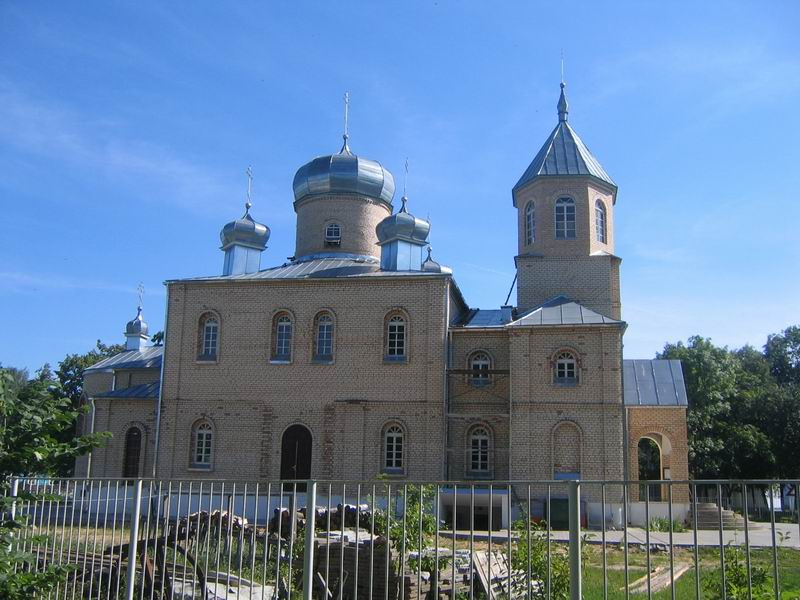
Церковь св. Николая
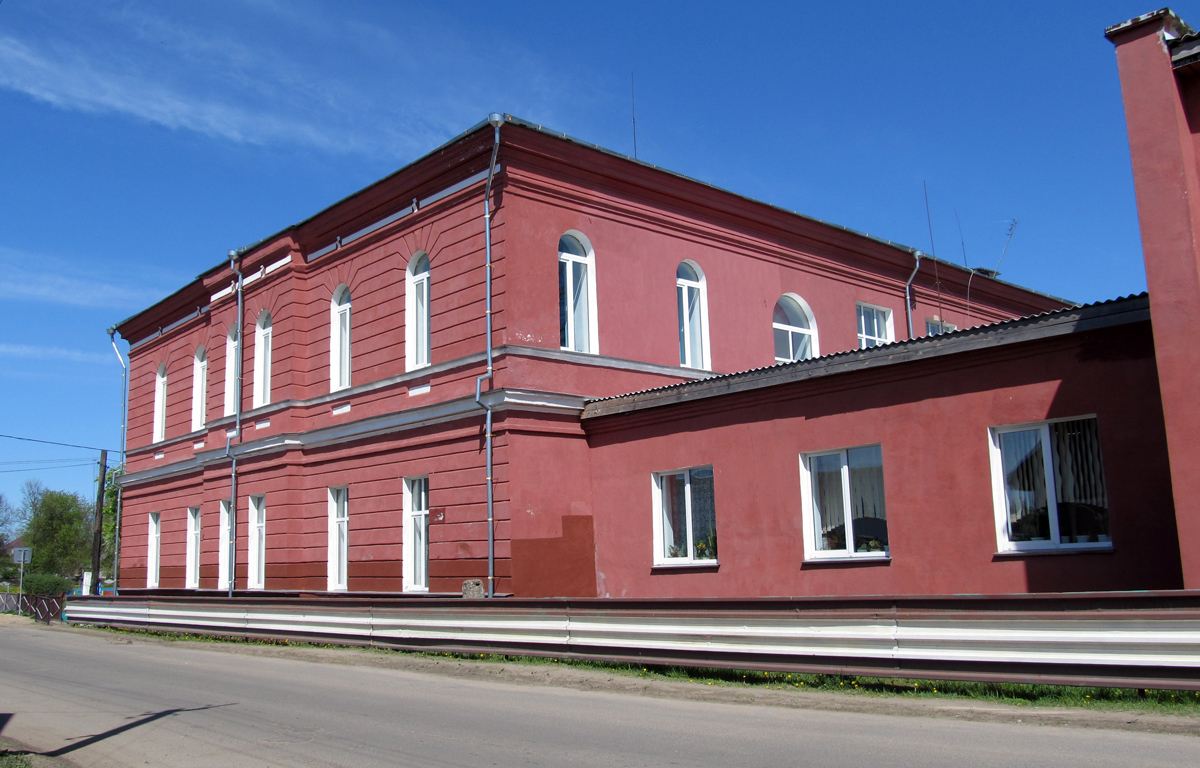
Здание
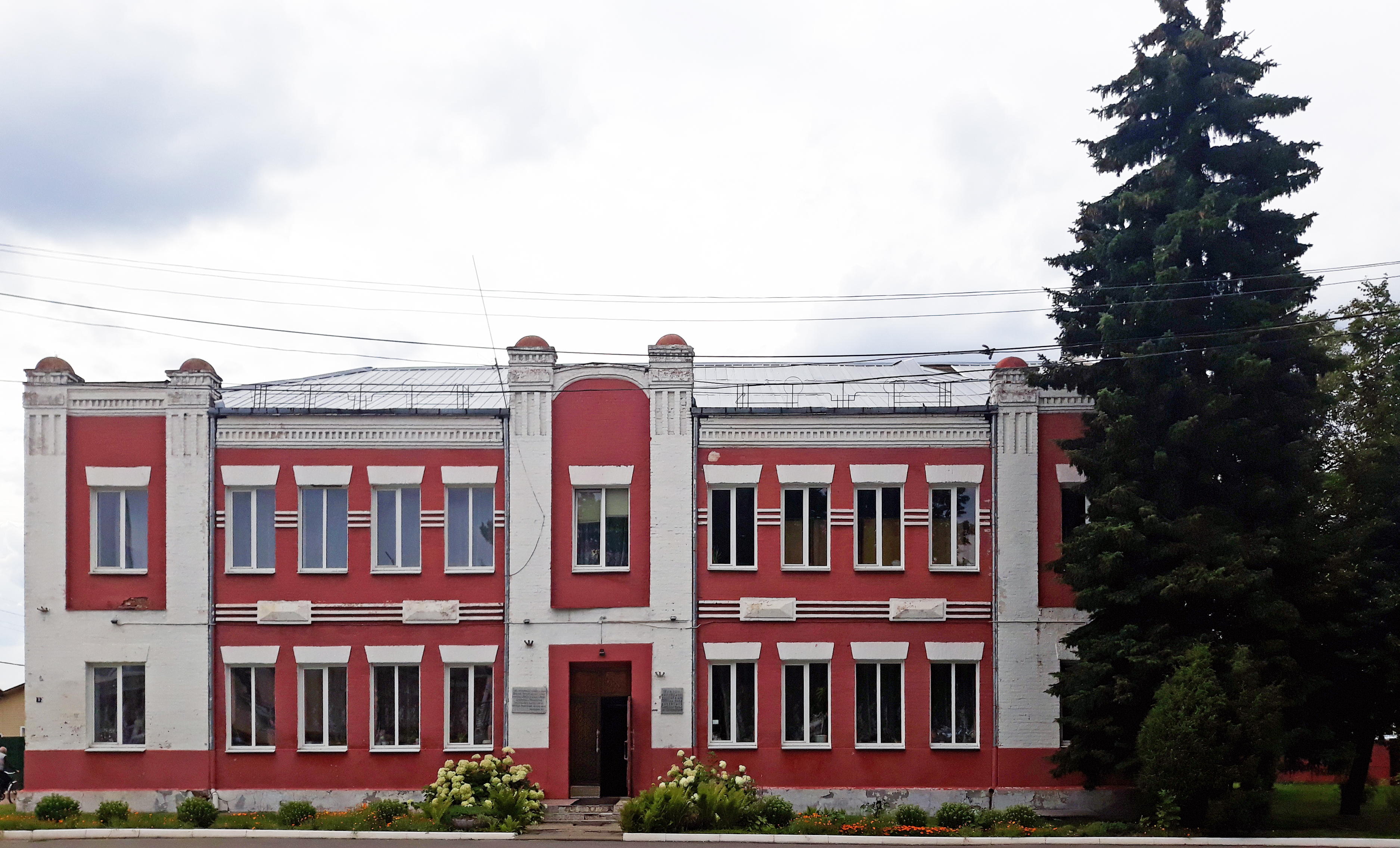
Бывший дом Кудина

## СМИ
С 13 января 1919 года «Раённы веснік». Выходит раз в неделю, по субботам. 